# Wattpad
A Wattpad egy ingyenesen használható közösségi hálózat, melyen amatőr és professzionális irodalmi műveket lehet megosztani és olvasni, valamint segítséget kérni vagy nyújtani az írással kapcsolatban. Több befutott író a Wattpadon kezdte karrierjét.
A Wattpadnak több, mint 40 millió regisztrált felhasználója van. A megosztott művek főként angol nyelvűek, többségük romantikus és ifjúsági témájú.

## Története
A Wattpad 2006-ban alakult ki, Allen Lau és Ivan Yuen együttműködésének eredményeként. A jelenlegi székhely 2019-től Torontóban, Ontarióban található .